# Rubus turquinensis
Rubus turquinensis är en rosväxtart som beskrevs av Per Axel Rydberg. Rubus turquinensis ingår i släktet rubusar, och familjen rosväxter. Inga underarter finns listade i Catalogue of Life.